# Riegel am Kaiserstuhl
Riegel am Kaiserstuhl ist eine Gemeinde im Landkreis Emmendingen in Baden-Württemberg (Deutschland).

## Geographie

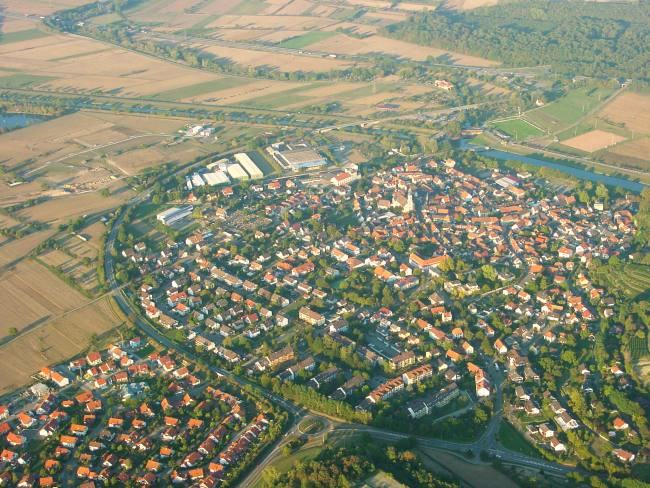
Luftbild von Riegel am Kaiserstuhl

### Geographische Lage
Riegel breitet sich am Nordostrand des Kaiserstuhls aus. Es liegt wenige hundert Meter nordwestlich der Mündung der Glotter in die Dreisam bzw. der Mündung von Dreisam und Alter Dreisam in den Rheinzufluss Elz. In Riegel wird der Leopoldskanal von der Elz abgetrennt; er fließt dem Rhein auf direkterem Weg zu. Direkt südlich der Ortschaft liegt der St.-Michaels-Berg (241 m ü. NN) mit der Michaelskapelle.

### Gemeindegliederung
Zur Gemeinde Riegel am Kaiserstuhl gehören das Dorf Riegel, die Höfe Kunstmühle und Riedhöfe und die Wohnplätze Bei Bahnstation Riegel-Malterdingen, Wohnhaus Ries, Wohnhaus Willmann, Ziegelei und Zum Bad. Im Gemeindegebiet liegt die abgegangene Ortschaft Helsolczhein.

### Klima
|                        | Jan  | Feb  | Mär  | Apr  | Mai  | Jun  | Jul  | Aug  | Sep  | Okt  | Nov  | Dez |   |      |
| Mittl. Temperatur (°C) | 3,4  | 4,8  | 6,9  | 10,5 | 14,7 | 19,2 | 21,1 | 20,0 | 15,5 | 10,7 | 6,4  | 4,1 | ⌀ | 11,5 |
| Mittl. Tagesmax. (°C)  | 6,2  | 8,1  | 12,8 | 17,0 | 20,7 | 25,4 | 27,5 | 26,4 | 22,6 | 16,3 | 10,7 | 7,9 | ⌀ | 16,8 |
| Mittl. Tagesmin. (°C)  | −1,1 | −0,4 | 1,3  | 3,7  | 8,4  | 12,9 | 13,8 | 13,0 | 9,2  | 5,6  | 2,1  | 0,3 | ⌀ | 5,8  |
|                        |      |      |      |      |      |      |      |      |      |      |      |     |   |      |
| Niederschlag (mm)      | 63   | 44   | 43   | 69   | 119  | 93   | 47   | 73   | 52   | 47   | 55   | 44  | Σ | 749  |
|                        |      |      |      |      |      |      |      |      |      |      |      |     |   |      |
| Sonnenstunden (h/d)    | 2,7  | 3,5  | 4,0  | 5,8  | 6,5  | 8,4  | 7,8  | 7,2  | 5,7  | 3,8  | 2,4  | 2,0 | ⌀ | 5    |
|                        |      |      |      |      |      |      |      |      |      |      |      |     |   |      |
| Regentage (d)          | 17   | 13   | 14   | 13   | 15   | 14   | 12   | 13   | 11   | 12   | 13   | 14  | Σ | 161  |

| −1,1 |

| −0,4 |

| 1,3 |

| 3,7 |

| 8,4 |

| 12,9 |

| 13,8 |

| 13,0 |

| 9,2 |

| 5,6 |

| 2,1 |

| 0,3 |

| −1,1 |

| −0,4 |

| 1,3 |

| 3,7 |

| 8,4 |

| 12,9 |

| 13,8 |

| 13,0 |

| 9,2 |

| 5,6 |

| 2,1 |

| 0,3 |

## Geschichte

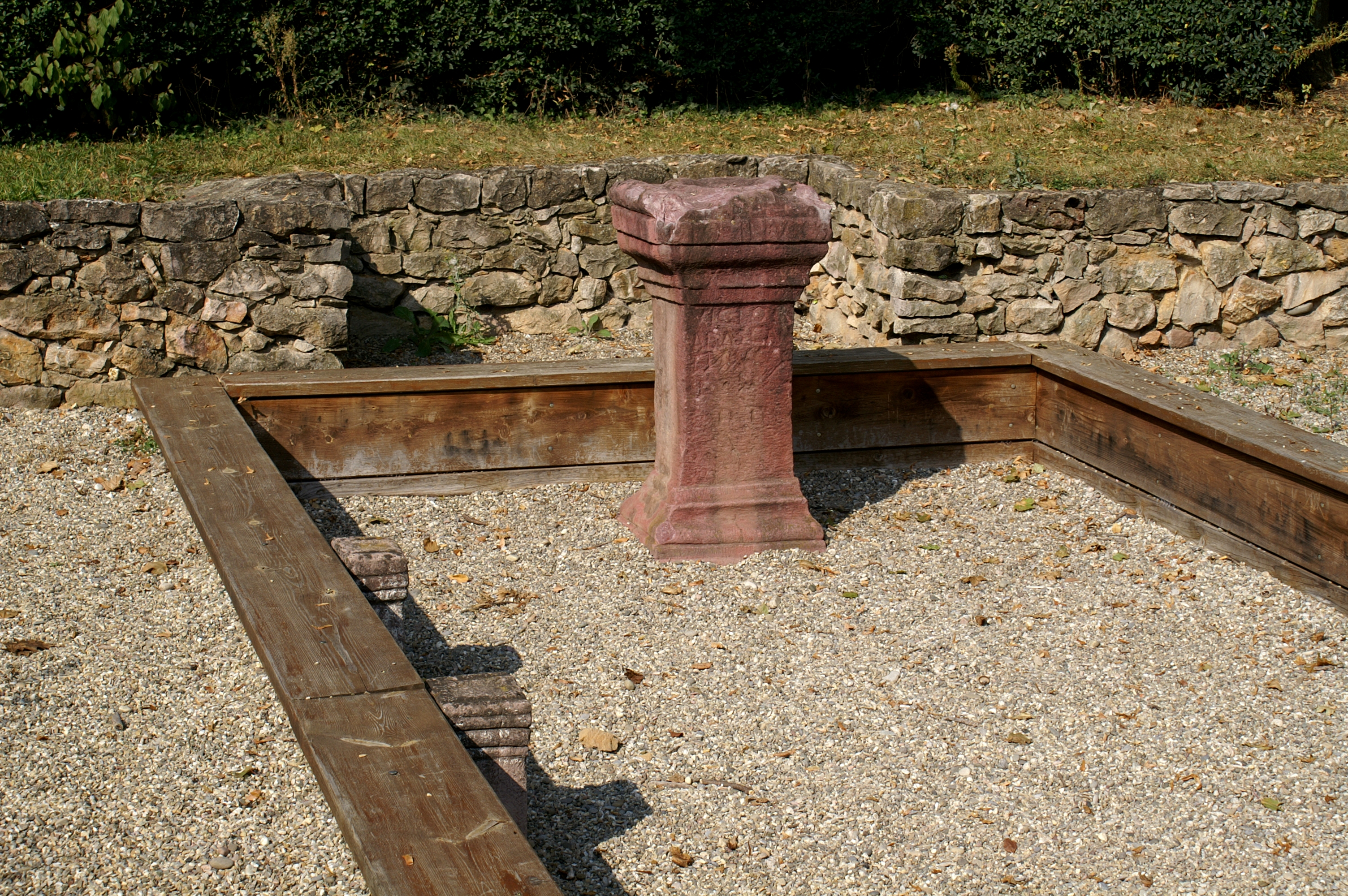
Freilichtmuseum Mithräum

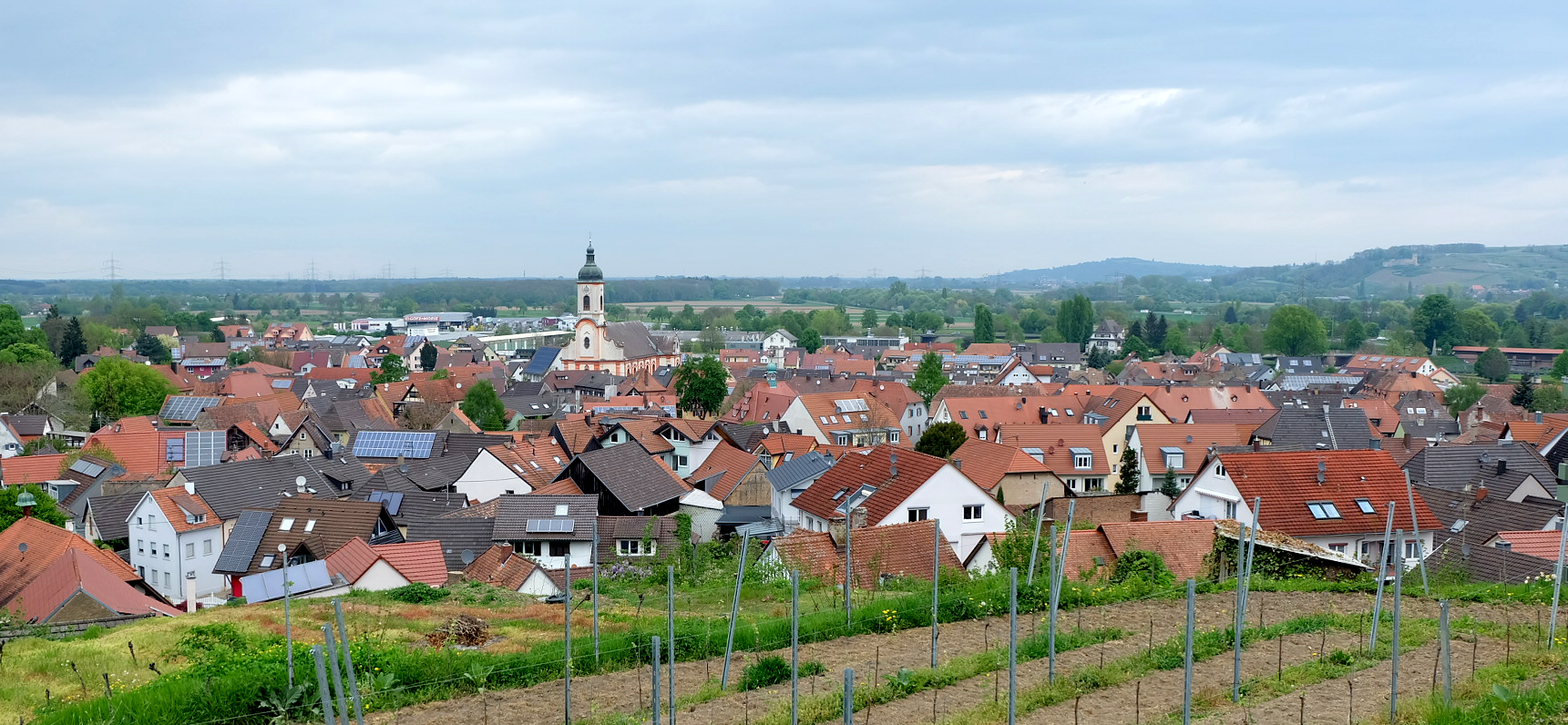
Blick über Riegel nach Norden, im Hintergrund Burgruine Lichteneck bei Kenzingen

Das Gebiet der heutigen Gemeinde Riegel hat eine etwa 7000-jährige Siedlungsgeschichte, die bis in die Jungsteinzeit zurückreicht. Es sind Funde aus den Kulturen der Bandkeramik, Rössen, Michelsberger und Glockenbecher nachgewiesen. Aus dem 1. und 2. Jahrhundert v. Chr. stammen verschiedene bronze-, hallstattzeitliche und keltische Befunde. Im Jahre 2001 wurde ein keltischer Goldmünzschatz gefunden. Archäologisch sind vor allem römische Besiedlungen nachgewiesen wie das Mitte des 1. Jahrhunderts entstandene römische Militärlager und die danach sich entwickelnde größere Siedlung (Vicus). Während das Fundmaterial bis in das 4. Jahrhundert reicht, gilt das 2. Jahrhundert als die Blütezeit, als die römische Siedlung „Rigola“ das Verwaltungszentrum für den heutigen Breisgau war.
Im 6. und 7. Jahrhundert entstand auf dem Fronhofbuck ein fränkischer Königshof mit einer St. Martin geweihten Kirche. Das Testament des Bischofs Heddo von Straßburg aus dem Jahre 762 hat sich als eine Fälschung der Jahre 1111 bis 1125 erwiesen und entsprang dem erfolgreichen Streben der Ettenheimer Mönche, von Kaiser Heinrich V. in ihren Besitzungen bestätigt zu werden.
Die urkundliche Ersterwähnung geschah unter dem fränkischen König Karl (Karl der Große) im Jahr 781, indem Hildegunt dem heiligen Märtyrer Nazarius im Kloster Lorsch ihren ganzen Besitz, welchen sie in Reigula (Riegel) hatte, als Gabe vermachte:
Ich, Hildegunt, reiche im Namen Gottes dem heiligen Märtyrer N(azarius) eine Gabe. Der Leib des Heiligen ruht im Lorscher Kloster, dessen Vorsteher der ehrwürdige Abt Helmerich ist. Ich schenke alles, was ich in dem oben genannten Gau (Breisgau), im Dorf Reigula (Riegel nw. Freiburg) besitze, nämlich Hofreiten, Weingärten, Wohnhäuser und Wirtschaftsbauten, Pflanzland und Brachland, Wiesen und Wälder, gemäß nachfolgender Fertigung. Geschehen im monasterio laur(ishamensi = im Lorscher Kloster) am 13. Juli im 13. Jahr (781) des Königs Karl.
Ab 952 gelangte es durch Befehl von König Otto I. von Guntram dem Reichen an das Kloster Einsiedeln.
Am 4. März 1179 weilte der Zähringer Herzog Berthold IV. mit seinem Sohn bei seinem Ministerialen Wernher von Roggenbach in der Riegeler Burg. Um 1200 erhielt die Gemeinde Riegel Mauer, Graben und die Tore Schäfertor, Wassertor und Dörl. Die Burg kam 1218 als Lehen an die Herren von Üsenberg. 1353 verkaufte das Kloster Einsiedeln seinen Besitz in Riegel an den Freiburger Patrizier Johann Malterer, dessen elf Enkel Gesamterben waren und die Gemeine Teilherrschaft Riegel gründeten.
Über Johann Malterer kam der Ort 1368 an Vorderösterreich unter die Habsburger-Landesherrschaft, wo es viereinhalb Jahrhunderte blieb. Im Jahre 1450 wurde das Dominikanerinnenkloster St. Katharina gegründet und 1779 wieder aufgelöst. Das Kloster Einsiedeln verkaufte seine Patronatsrechte 1483 dem Kloster Ettenheimmünster. Im Dreißigjährigen Krieg  wurde Riegel am 5. November 1633 durch Truppen unter dem schwedischen Generals Horn belagert und schwer beschädigt. 1651 wurde eine neue ergänzte Gemeinteilherrenordnung herausgegeben, während der Ort nur noch 150 Einwohner hatte. 1784 wurde das heutige Rathaus als Gemeinteilherrenhaus erbaut.
1806 kam Riegel zum Großherzogtum Baden. Wichtige Infrastrukturmaßnahmen im 19. Jahrhundert waren der Bau des Leopoldskanals von 1837 bis 1842, durch den die Überschwemmungen durch Elz und Dreisam weitgehend unterbunden wurden. Durch den Bau der Badischen Hauptbahn von Mannheim nach Basel erhielt Riegel 1845 Anschluss an die Eisenbahn.

## Politik

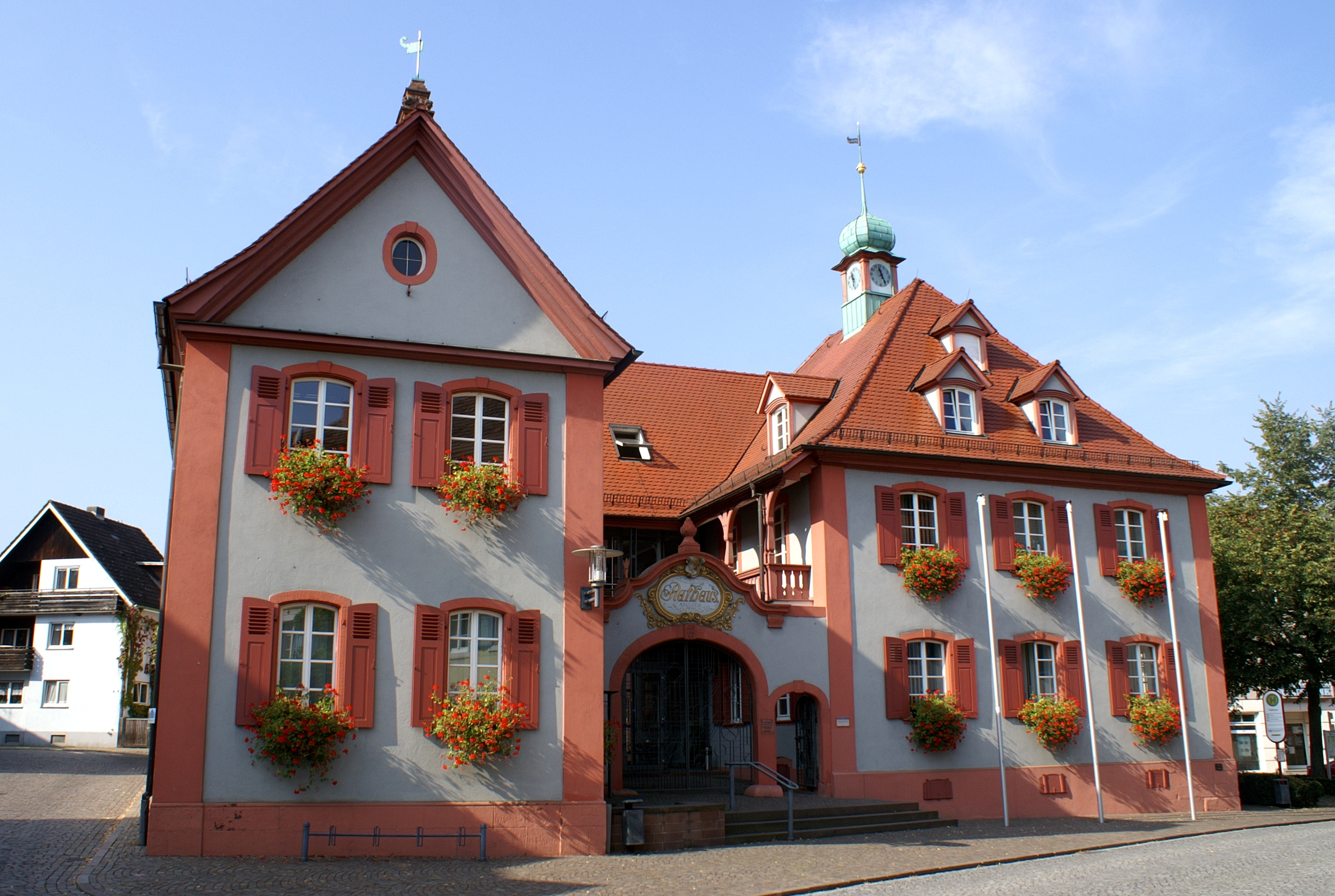
Rathaus Riegel a. K.

### Gemeinderat
Die Kommunalwahl am 9. Juni 2024 führte bei einer Wahlbeteiligung von 64,6 % (+ 1,0 Prozentpunkte) zu folgendem Ergebnis:
| CDU   | 49,8 % | + 11,3 | 6 Sitze | + 1 |
| FWG   | 23,8 % | − 1,2  | 3 Sitze | ± 0 |
| SPD   | 19,2 % | − 9,8  | 2 Sitze | − 1 |
| Grüne | 7,2 %  | + 7,2  | 1 Sitz  | + 1 |
| FDP   | −      | − 6,7  | −       | −   |

### Bürgermeister
Riegels Bürgermeister ist  Daniel Kietz (parteilos). Er wurde bei der Bürgermeisterwahl am 18. März 2018 mit 75,83 % der gültigen Stimmen für acht Jahre in sein neues Amt gewählt. Die zwei ebenfalls parteilosen Mitbewerber und eine Mitbewerberin erhielten 21,27, 1,33 und 0,91 Stimmenprozente.

### Verwaltungsverband
Riegel gehört dem Gemeindeverwaltungsverband Nördlicher Kaiserstuhl mit Sitz in Endingen an; weitere Mitgliedsgemeinden sind die Stadt Endingen und die Gemeinden Bahlingen am Kaiserstuhl, Forchheim (Kaiserstuhl), Sasbach am Kaiserstuhl und Wyhl am Kaiserstuhl.

### Gemeindewappen
Seit der ersten Teilherrenordnung 1491 zeigt das Gemeindewappen einen Kopf. Im 19. Jahrhundert wurde das Wappen als ein mit grünem Lorbeer bekränzter Römerkopf in Gold auf blauem Grund festgelegt, der auf die römische Vergangenheit des Ortes hinweisen soll. Nach neueren Forschungen soll es sich dabei um einen Übertragungsfehler handeln, da auf älteren Gemeindesiegeln ein Heidenkopf mit Liebesband dargestellt ist, wobei es sich wahrscheinlich um die Darstellung des Heiligen Mauritius handelt.

### Gemeindepartnerschaften
Seit 1995 besteht eine Gemeindepartnerschaft mit der Gemeinde Champhol in der Umgebung von Chartres im Département Eure-et-Loir in Frankreich.

## Wirtschaft und Infrastruktur

### Verkehr

#### Bahnverkehr

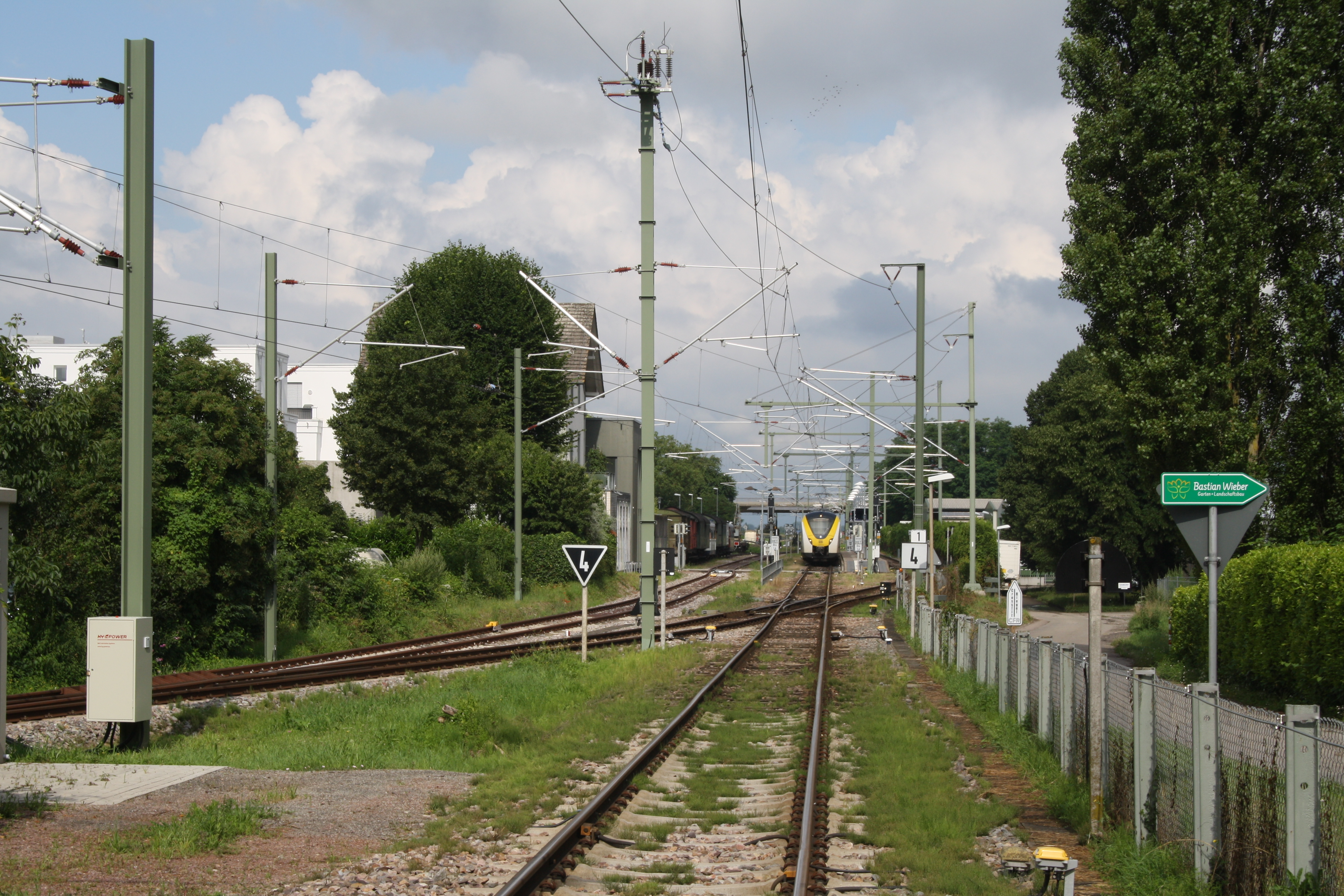
Am Bahnhof Riegel treffen die Strecken aus Gottenheim (links) und Malterdingen zusammen

Im Jahr 1845 erhielt Riegel Eisenbahnanschluss durch den außerhalb des Ortes gelegenen Bahnhof Riegel (2011 in Riegel-Malterdingen umbenannt) an der Staatsbahnlinie der Badischen Hauptbahn (Rheintalbahn Mannheim – Basel), die heute von der Deutschen Bahn AG betrieben wird. 1894 wurde die Kaiserstuhlbahn von Gottenheim über den Bahnhof Riegel am Kaiserstuhl Ort nach Endingen am Kaiserstuhl sowie ein Abzweig von Riegel am Kaiserstuhl Ort nach Riegel-Malterdingen an die Hauptbahn erbaut, 1895 folgte das Reststück Endingen – Breisach am Rhein. Die Kaiserstuhlbahn gehörte als Privatbahn lange Zeit zur Süddeutschen Eisenbahn-Gesellschaft (SEG) und wird heute von der Südwestdeutschen Landesverkehrs AG (SWEG) betrieben. Im Jahre 2019 wurde die Strecke elektrifiziert.
Der Bahnhof Riegel-Malterdingen ist Ausgangspunkt des Museumszuges Rebenbummler, der seit 1978 von Mai bis Oktober auf der Kaiserstuhlbahn verkehrt.

#### Radverkehr
Durch Riegel verläuft als Landes-Radfernweg der Badische Weinradweg. Er führt von Grenzach-Wyhlen am Hochrhein nach Laudenbach im Norden Baden-Württembergs, dabei werden sieben der neun badischen Weinanbaugebiete untereinander verbunden. Ab Schallstadt gibt es zwei Varianten: Am Tuniberg entlang nach Ihringen, über den Kaiserstuhl und über Sasbach am Kaiserstuhl und Endingen nach Riegel oder weiter am Rande des Rheintals über Freiburg und Emmendingen. Die Varianten treffen sich in Malterdingen wieder, danach führt die Route meist oberhalb des Rheintals weiter Richtung Kippenheim und nach Lahr.
Der Breisgau-Radweg von Herbolzheim nach Breisach führt von Kenzingen über Malterdingen nach Riegel und weiter über Bahlingen und Vörstetten nach Freiburg.

#### Fernstraßen
Riegel ist über die Bundesautobahn 5 (Alsfeld – Weil am Rhein) an das überregionale Straßennetz angebunden.

### Ansässige Unternehmen

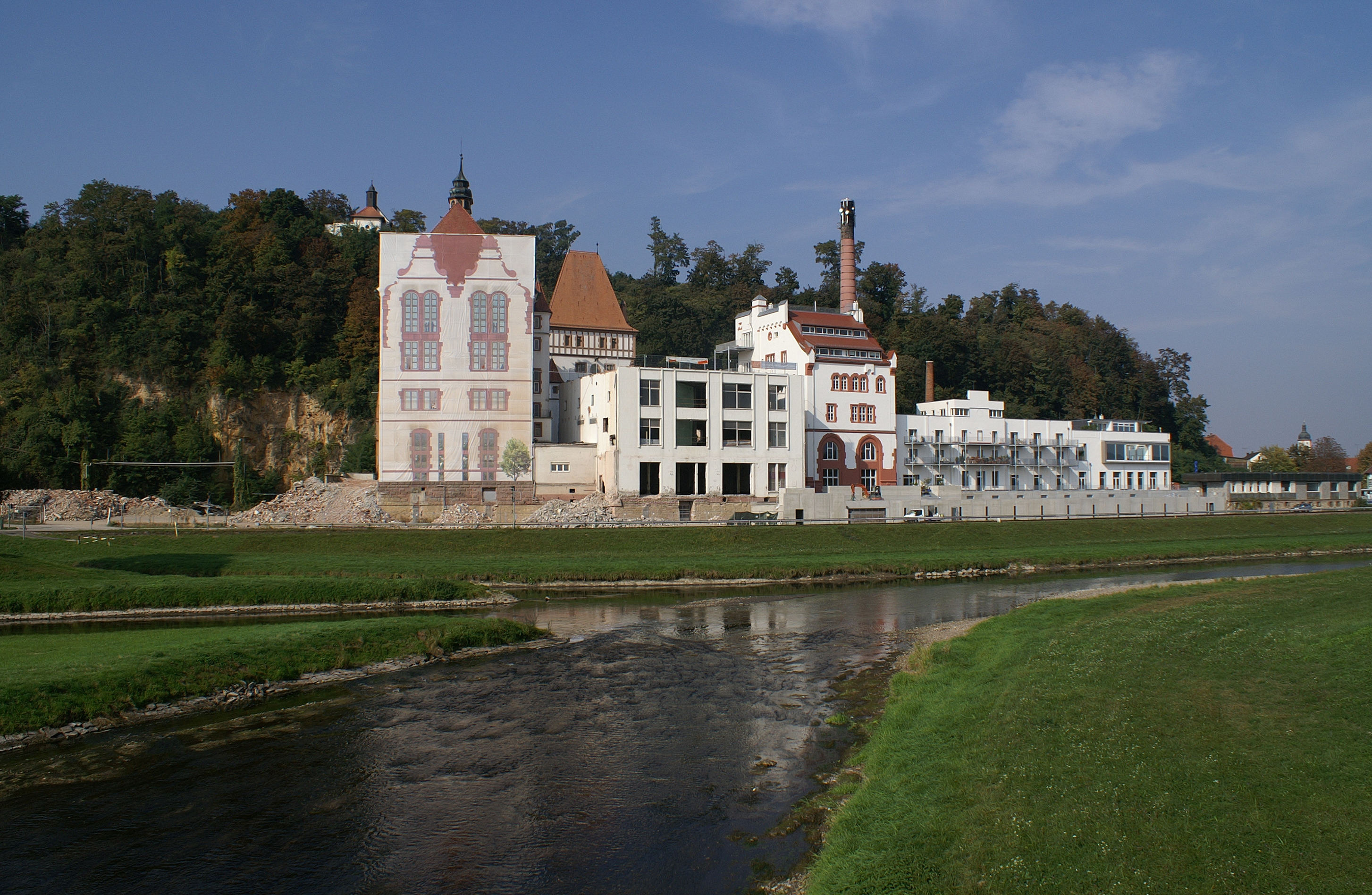
„Brauereischloss“ der ehemaligen Riegeler Brauerei mit der Michaelskapelle im Hintergrund

Die 1834 gegründete Brauereigesellschaft Meyer & Söhne AG, im allgemeinen Sprachgebrauch auch als Riegeler Brauerei bezeichnet, gehört seit dem Jahr 2000 zur Fürstlich Fürstenbergischen Brauerei in Donaueschingen. Brauereistandort und Marke blieben vorerst erhalten. Im Oktober 2004 wurde die Fürstenbergbrauerei von der Brau Holding International AG (Heineken, Schörghuber) übernommen. Die Brauereieinrichtungen in Riegel wurden zwischenzeitlich komplett stillgelegt. Verschiedene Biersorten der Marke Riegeler Bier werden nun im Hause Fürstenberg in Donaueschingen gebraut. Seit 2006 befindet sich in den Gebäuden der ehemaligen Riegeler Brauerei die Kunsthalle Messmer, Lofts und die Kleinbrauerei Römerbräu.
Unter den heutigen Industriebetrieben sind die Agrano GmbH & Co., Produzent verschiedener biologische Hefe-Produkte zu nennen (ein Unternehmen der Oetker-Gruppe) sowie die 1971 gegründete Firma ZIKUN Fahrzeugbau GmbH, die sich auf die Konstruktion und den Bau von Sonder- und Spezialfahrzeugen z. B. Feuerwehr- und Getränkefahrzeuge, Anhänger etc. spezialisiert hat. Des Weiteren befindet sich die Firma Herbert Hipp Verpackungen GmbH, das Lackiercenter Schultis, die Niederlassung Riegel des Unternehmens Rhenus, und ein Lager der Firma Lekkerland in Riegel.

## Bildung und Kultur

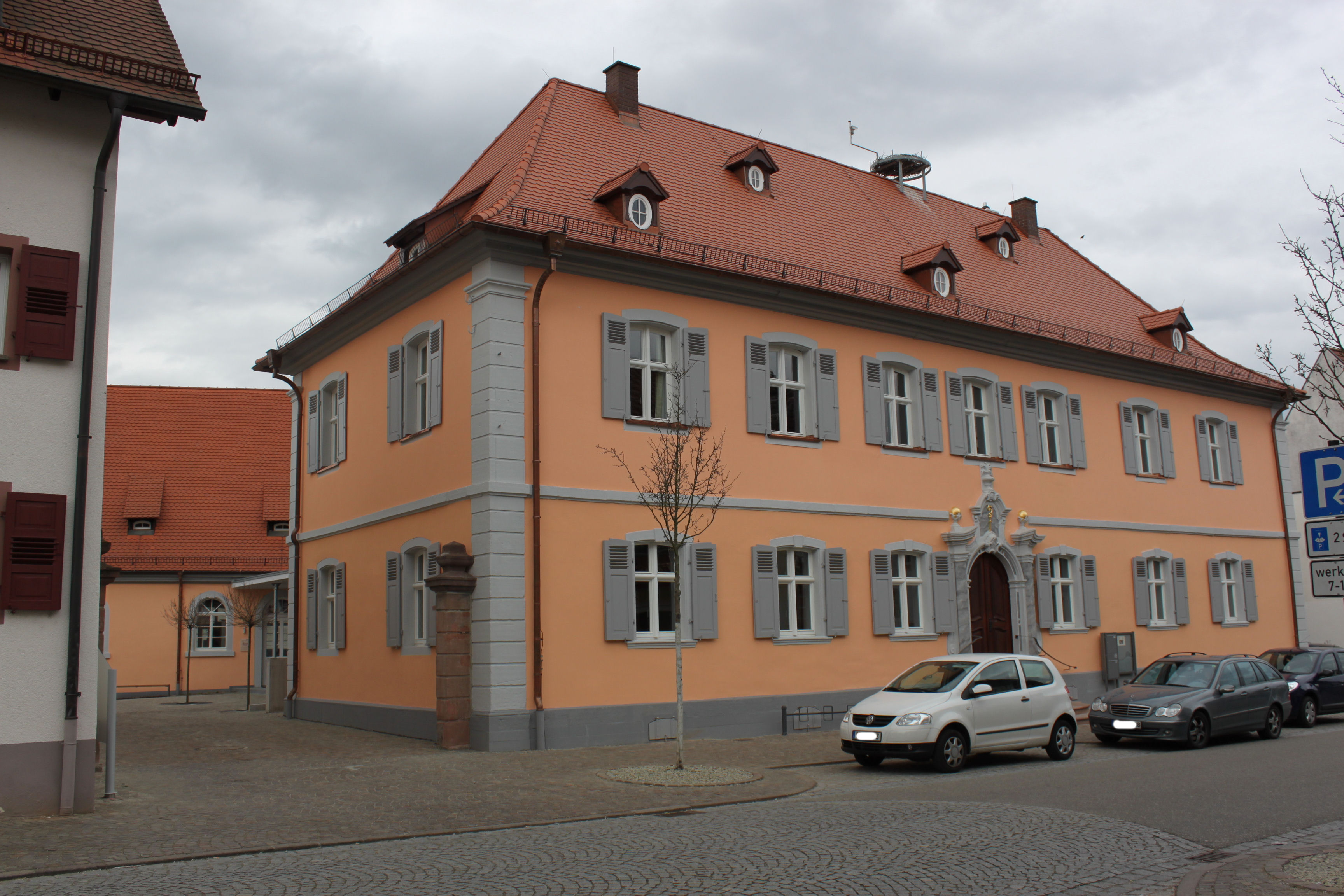
Bürgerhaus „Alte Schule“ mit dem Museum Riegel im hinteren Gebäudeteil

Riegel verfügt über zwei Kindergärten mit drei Gruppen bzw. fünf Gruppen und mit der Michaelschule über eine Grundschule.
Im Museum Riegel werden seit 2006 etwa 300 Ausgrabungsfunde aus der römischen Vergangenheit Riegels gezeigt. 1974 wurde ein Mithras-Tempel freigelegt, eine der Stationen auf dem archäologischen Rundweg, der auch die keltische und mittelalterliche Vergangenheit Riegels zeigt. Für die Einrichtung des Museums und des Rundwegs wurden die Gemeinde und der Geschichtsverein 2006 mit dem Archäologie-Preis Baden-Württemberg ausgezeichnet. Im Januar 2012 wurde das Museum Riegel im hinteren Gebäudeteil des Bürgerhauses Alte Schule neu eröffnet. Dabei kam die Abteilung II mit dem Thema Technik der Luft- und Raumfahrt hinzu. Nach Ende des Zweiten Weltkriegs fanden sich die von Frankreich angeworbenen Raketenforscher und ihre Familien in Riegel ein. Ihr Büro war damals in der Gaststätte Arche untergebracht. Die Ergebnisse ihrer Forschung flossen in die Entwicklung der Europarakete Ariane und damit in die zivile Luftfahrt ein.
Im stillgelegten, ab 1875 errichteten Riegeler Brauereischloss wurde am 20. Juni 2009 am Zusammenfluss von Dreisam, Elz und Glotter die Kunsthalle Messmer mit der Ausstellung Hommage an André Evard eröffnet. Dort stehen der Kunst 900 m² Ausstellungsfläche und eine große Außenanlage für Skulpturen zur Verfügung. Auch wohnen eine Vielzahl von Künstlern im Ort, die jedes Jahr den Tag der offenen Ateliers gestalten.
Mit der Kumedi verfügt die Gemeinde seit 1997 über ein Kleinkunst-Theater im ehemaligen Empfangsgebäude vom Bahnhof Riegel Ort, das sich auch Kopfbahnhof nennt. Es wurde von Klaus Spürkel und seiner Ehefrau Elisabeth Fünfgeld gegründet.
Die Gemeinde bezeichnet sich auch als das Kulturelle Tor zum Kaiserstuhl.
Seit 2021 stellt die Straßengalerie Riegel Werke Riegeler Kunstschaffender im öffentlichen Raum aus.

## Sakralbauten

### Pfarrkirche St. Martin
Die katholische Pfarrkirche St. Martin wurde 1743–1749 von dem Baumeister Franz Rudhart errichtet und zählt zu den schönsten Barockkirchen des Breisgaus. An das einschiffige Langhaus schließt sich der leicht eingezogene Chor mit einer halbrunden Apsis als Abschluss an. Der in die elegant geschwungene Fassade integrierte Kirchturm trägt eine Zwiebelhaube. An der reichen künstlerischen Ausstattung wirkten namhafte Künstler mit. Die Rokoko-Stuckarbeiten fertigte Hans Georg Gigel aus der Künstlerfamilie Gigl, Benedikt Gambs schuf die Altar- und Deckengemälde. Die erste Orgel kam aus der Werkstätte von Johann Andreas Silbermann in Straßburg. Bei einem Feuer wurde am 28. Oktober 1936 die originale Innenausstattung weitgehend zerstört und beim anschließenden Wiederaufbau rekonstruiert. Nach Teilzerstörungen im Zweiten Weltkrieg wurde die Barockausstattung erneut wiederhergestellt und in jüngster Zeit umfassend renoviert.

### Michaelskapelle
Die Michaelskapelle zählt zu den Wahrzeichen des Ortes und steht weithin sichtbar auf dem Michaelsberg. Erstmals urkundlich erwähnt wurde sie anlässlich ihrer Wiedereinweihung im Jahre 969. Sie gehörte als Burgkapelle zur 1160 erstmals erwähnten und 1356 zerstörten Burg Riegel. Im Dachstuhl sind Hölzer aus den Jahren 1283–1293 verbaut, um 1465 wurde die Kapelle erneuert und erhielt mit dem spätgotischen Chor weitgehend die heutige Gestalt. Die Michaelskapelle diente auch als Wallfahrtskirche.

### Friedhofskapelle
Als 1901 der Friedhof erweitert wurde, beschlossen die Direktoren der Brauereigesellschaft Meyer & Söhne der Gemeinde eine Friedhofskapelle zu stiften. Im Juli 1903 wurde der Architekt Paul Meißner aus Darmstadt gewonnen. Am 5. August begann die Ausschachtung der Baugrube, wobei ein römischer Keller als Überrest eines römerzeitlichen Hauses entdeckt wurde. Die Fertigstellung der Kapelle im typischen Neobarock-Stil der Brauerei dauerte bis 1907. Die Einweihung erfolgte am 29. Oktober 1907 und die Schenkung an die Gemeinde am 31. Januar 1908. 1973 wurde die benachbarte Einsegnungshalle gebaut.

### Käppele
Das sogenannte Käppele oder auch als Kreuzheußlin / Kreuzkäpplin bezeichnete Gebäude wurde schon 1555 erwähnt und steht heute in der Nähe der evangelischen Kirche. Auf dem Ortsbild aus dem Jahre 1709 ist deutlich zu sehen, dass es außerhalb des Ortes vor der Dorfmauer gegenüber dem Schäfertor steht. Das Gebäude selbst ist in seiner Grundfläche von ca. 2 m × 2,5 m recht klein und in offener Bauweise ausgeführt. Dies lässt den direkten Blick auf eine Figur des auferstandenen Christus zu, die im Innern steht. Davor dient eine Kniebank als Absperrung.

### Evangelische Kirche
Im Jahre 1897 stimmten bei einer Versammlung 22 Männer für den Bau eines Betsaales. Nachdem Jakob Kaderlin den Bauplatz gestiftet hatte und die Familien Lepp und Kaderlin für ein Darlehen bürgten, wurde 1898 die evangelische Kirche innerhalb von neun Monaten gebaut, damals noch außerhalb des Ortes. Die Kirche ist im neugotischen Stil gehalten.

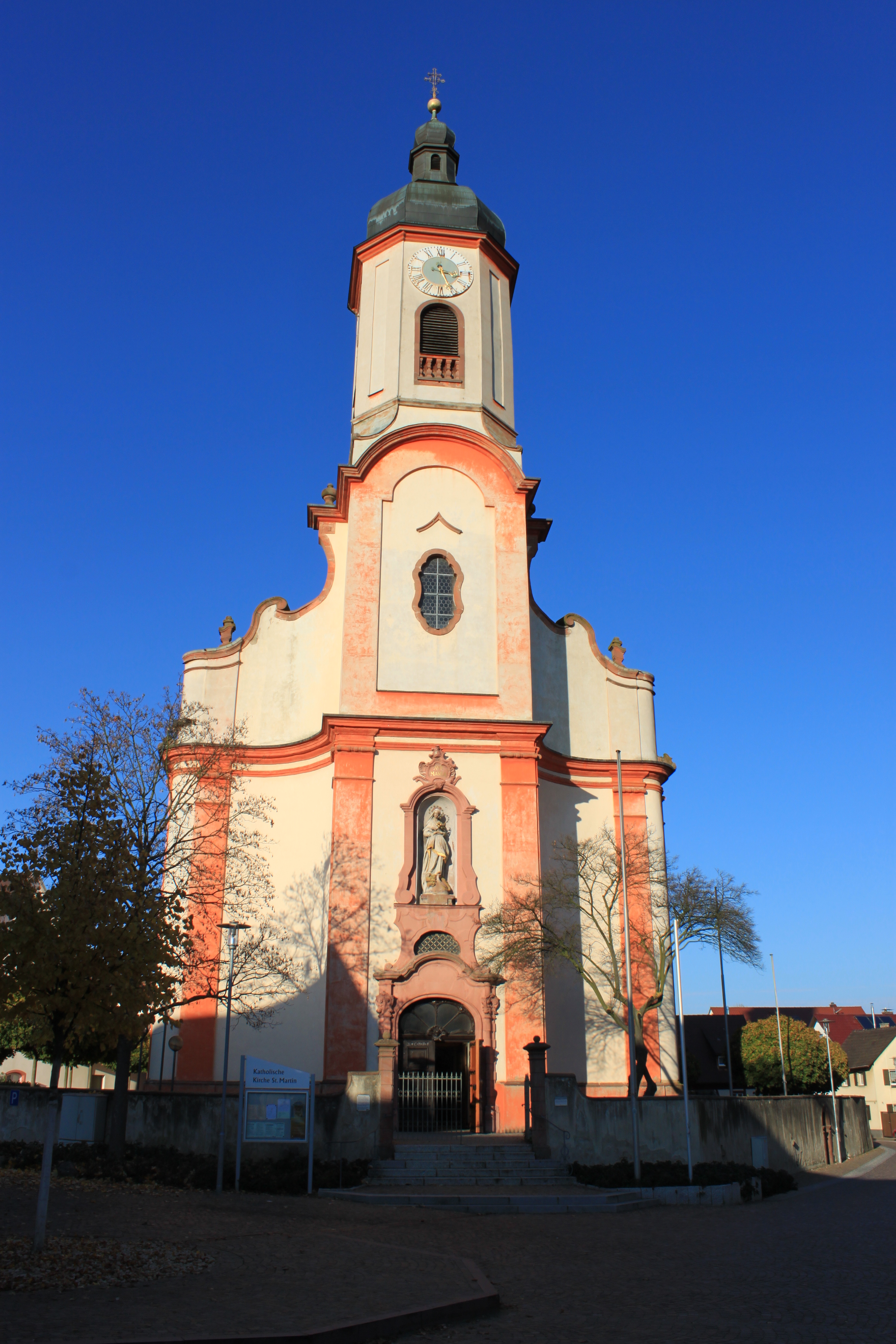
Kath. Pfarrkirche St. Martin
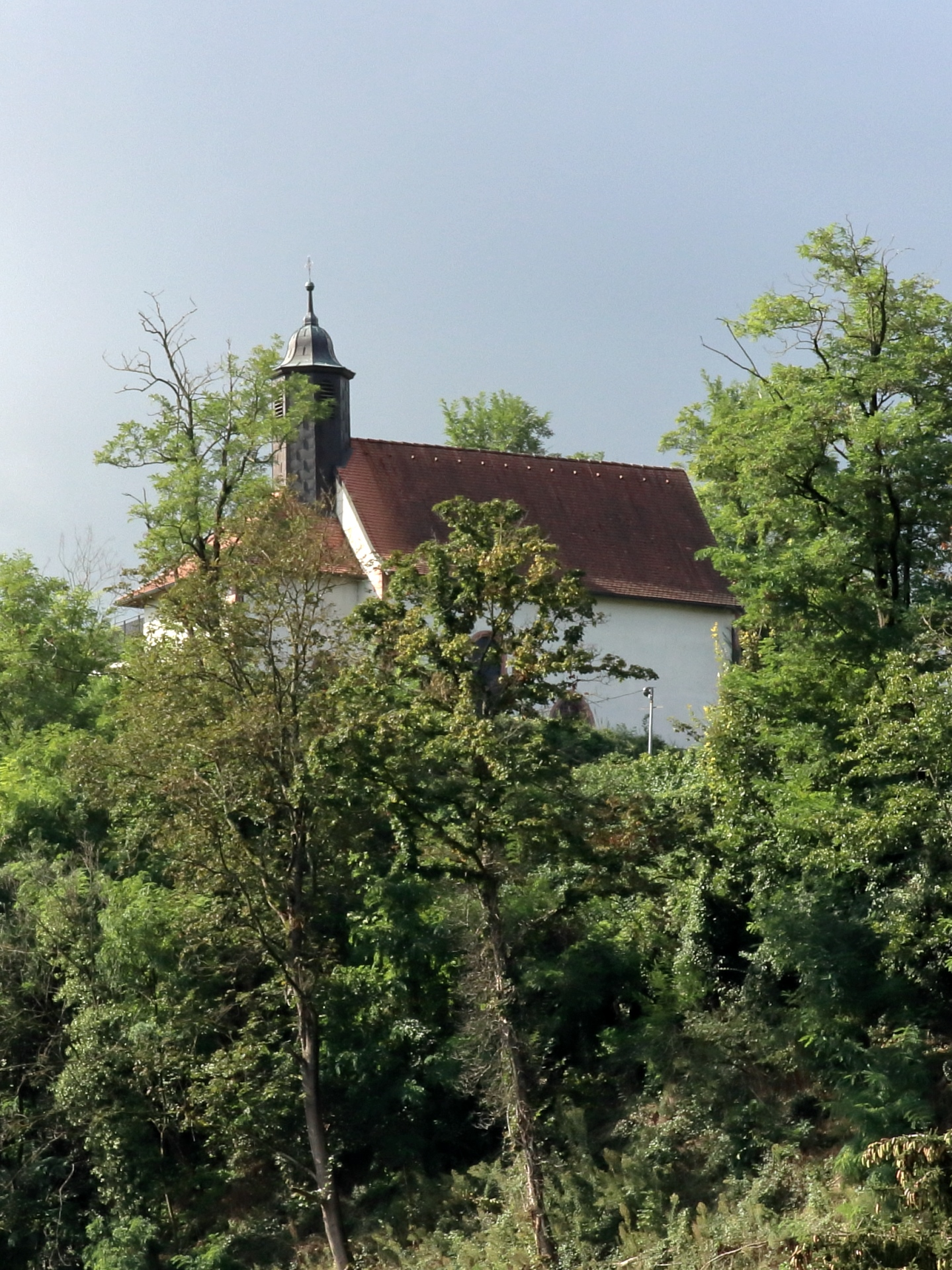
Michaelskapelle auf dem Michaelsberg
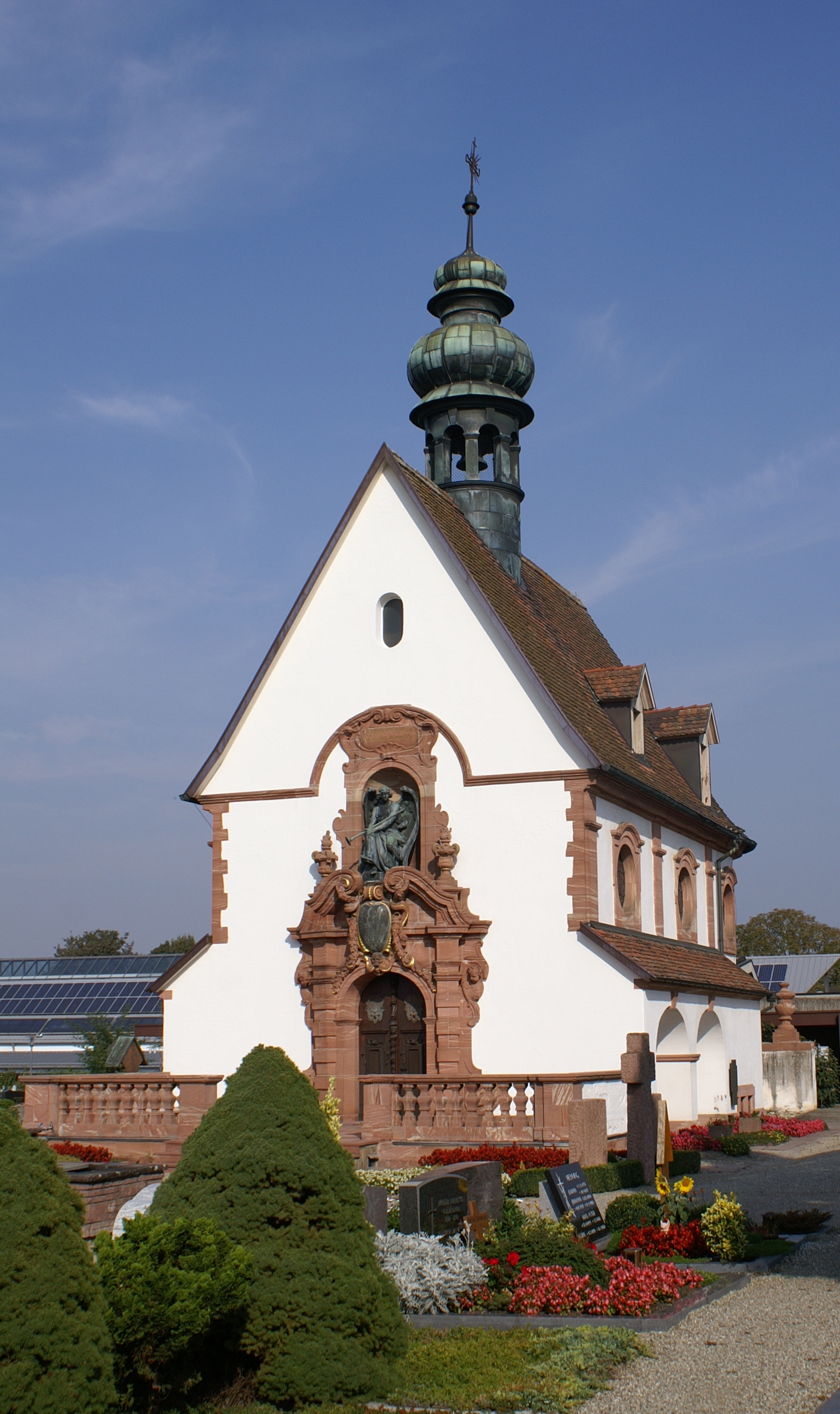
Friedhofskapelle
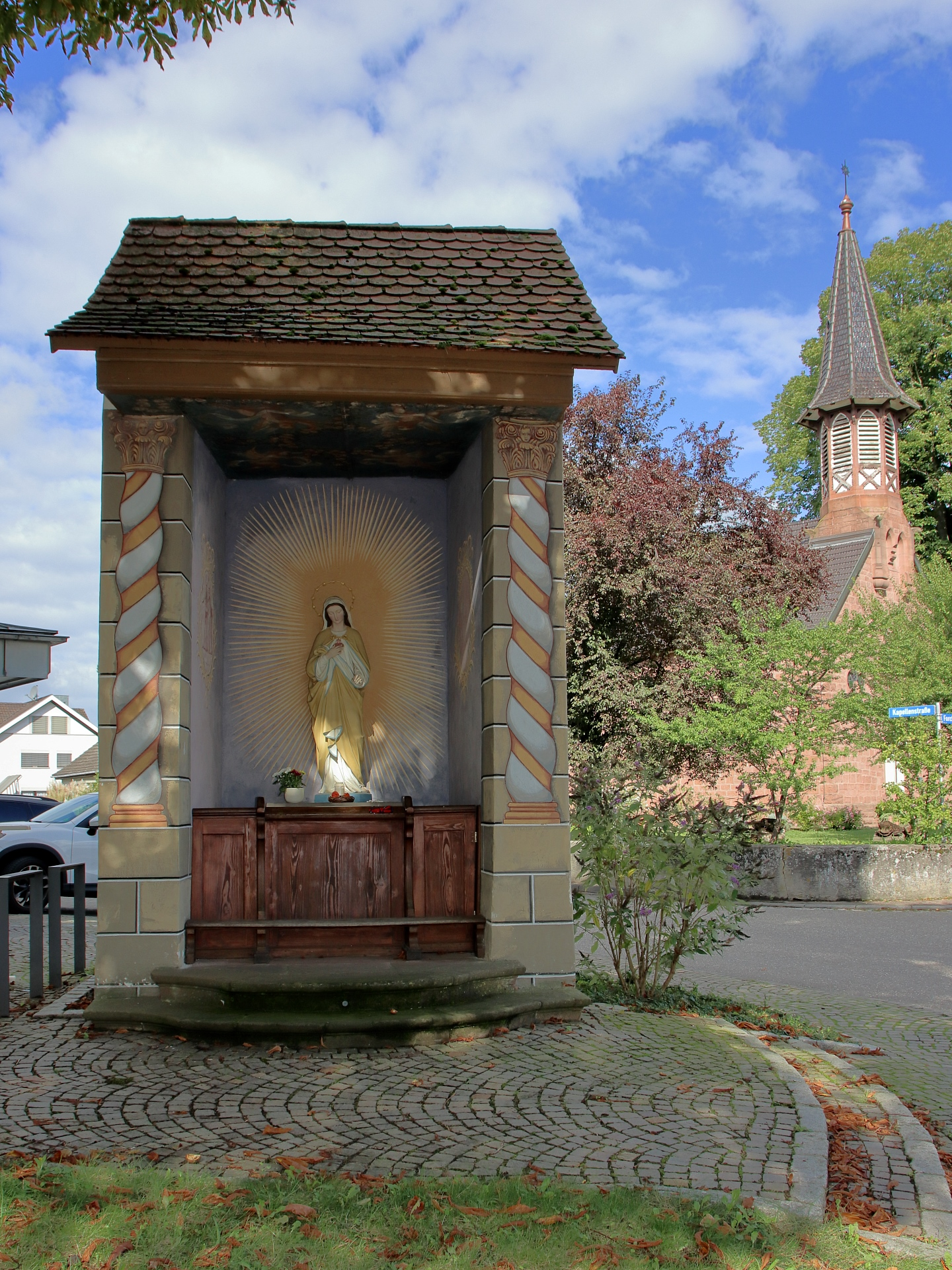
Käppele mit evangelischer Kirche im Hintergrund

## Persönlichkeiten

### In Riegel geboren
- Georg Anreith (1751–1823), Baumeister, der vor allem in Ungarn wirkte
- Anton Anreith (1754–1822), Bildhauer, der vor allem in Kapstadt wirkte
- Wilhelm Walliser (1831–1898), Bildhauer, der vor allem in Freiburg wirkte
- Heinrich Klein (1919–2011), Bauingenieur und Erfinder der Torwand

### Mit Riegel verbunden
- Josef Rech (1856–1919), Lehrer, lebte 1919 kurzzeitig in Riegel
- Maidy Koch (1875–1966), Dichterin, lebte in Riegel
- Karl-Heinz Bringer (1908–1999), Raketentechniker, war von 1946 bis 1947 in Riegel tätig
- Klaus Spürkel (1948–2016), Schauspieler, lebte und betrieb ein Theater in Riegel
- Gabriela Stellino (* 1963), Bildende Künstlerin, lebt in Riegel
- Telemach Wiesinger (* 1968), Filmemacher, lebt in Riegel
- Sascha Risch (* 2000), Fußballspieler, stammt aus Riegel